# Escacs Comtal Club
L'Escacs Comtal Club és un club d'escacs català de la ciutat de Barcelona. Fundat el 1923, és un dels clubs d'escacs més antics d'Espanya, i una de les 13 entitats que varen fundar la Federació Catalana d'Escacs el 1925.

## Història

### Antecedents
A principis del segle xx, quasi tots els jugadors d'escacs de Barcelona es trobaven a la Sala Imperio. Quan aquesta va desaparèixer (el 1918), es van dispersar. Alguns van anar a prop del lloc on es trobava l'antiga Sala (Ateneu Barcelonès, Casino Militar, Real Circulo Artístico, etc.), mentre que d'altres van anar a zones més allunyades del centre: a Gràcia i al Paral·lel; i en aquest últim és on es troba el bressol del club.

### Fundació i inicis, 1923-1933
El 20 de novembre de 1923 té lloc al Café Condal de l'Avinguda Marqués del Duero (actual Avinguda del Paral·lel), l'acte de fundació del Club (Vegeu l'acta). La primera quota de soci: una pesseta mensual. El local social va ser aquest cafè fins a l'any 1927, en què un seguit de problemes i discrepàncies internes van fer que el club gairebé desaparegués. El nombre de socis va baixar de forma significativa, però al club es va mantenir gràcies a en Joaquim Bosacoma, que sortosament en va agafar la presidència, amb la il·lusió necessària per a reunir els socis que encara quedaven, i va aconseguir que el Club s'instal·lés al Cafè Zurich, a la Plaça de Catalunya. Gràcies a la seva constància va aconseguir que el Club Comtal tornés a reviure i es va iniciar una de les seves millors èpoques. L'octubre de 1928 el club organitzà una gran sessió de simultànies a càrrec de Sasot, Ramón Cunillera, Molas, Carbonell, Vilaró, Castella, Devesa, Bosacoma, i Soler.

### Creixement, 1933-1936
L'any 1933 es va jugar el Primer Torneig Internacional de l'Escacs Comtal Club. El creixement del Club va obligar a canviar de nou de local, ja que el del Cafè Zurich es va quedar petit. El Cafè Olímpia va cedir, l'any 1935, una sala magnífica als socis comtalistes. Es van adquirir vint taules especials per a jugar a escacs i es va jugar un match telefònic contra una selecció de jugadors de Madrid. Aquell mateix any, es va celebrar el Segon Torneig Internacional de l'Escacs Comtal Club. Va ser en aquesta sala on Arturo Pomar hi va jugar una sessió de simultànies als dotze anys. L'any 1936 es va jugar, a Reus, el Tercer Torneig Internacional de l'Escacs Comtal Club.

### Etapa 1940-1956

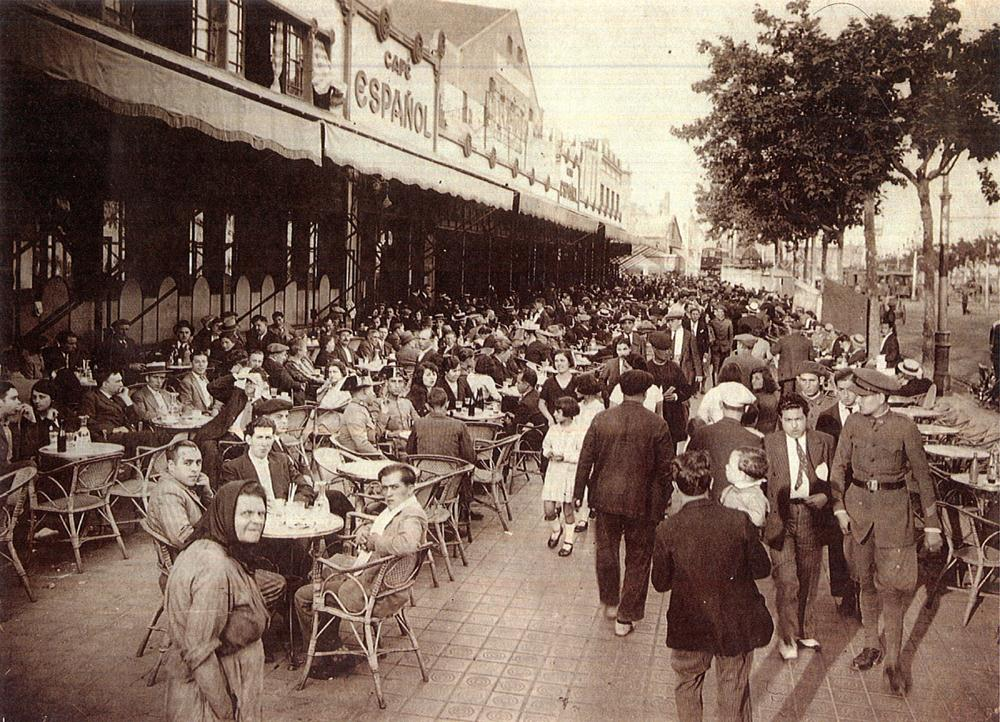
La terrassa del Café Español, a començaments del.

L'any 1946 l'edifici de l'Olímpia va ser enderrocat i el club es va traslladar al Café Español (al Paral·lel), on només hi va ser cinc mesos, ja que el 1947 el Club va llogar el local que durant quaranta-sis anys seria la seu del Club, al Carrer de les Flors. Encara que el lloguer era molt alt (1.440 pessetes mensuals), la Junta va decidir córrer el risc i llogar-lo a causa dels avantatges que oferia. Es va prendre possessió de local el dia 6 d'abril de 1947. A més d'escacs, s'hi celebraven festes, obres de teatre i d'altres activitats lúdiques.
Per la força del seu joc, destacaven en aquella època, Cunillera, Ingelmo, Sererols i els repetidament campions de Catalunya, Plàcid Soler i Josep Vilardebò. Els anys 1934 i 1945, el Club va quedar segon classificat al Campionat de Catalunya per equips. L'any 1954 es van donar d'alta 200 nous socis i el Club va arribar a tenir més de mig miler de socis. L'any 1956 es va jugar el primer Campionat d'Espanya per equips, en què el Comtal va jugar en moltes ocasions.
Les activitats d'oci donaven molt de dinamisme i suport social al Club, però es van perdre amb l'aparició del cotxe, la televisió i d'altres formes d'esbarjo, encara que el Club va evolucionar i va poder mantenir un gran nombre de socis. Dels molts jugadors de categoria que es van formar al Club, cal destacar-ne la Pepita Ferrer (vuit cops campiona d'Espanya) i Miguel Illescas, un dels jugadors espanyols més forts de tots els temps.

### Etapa 1975-2000
A finals dels anys setanta, van començar un seguit d'adversitats, que es va aguditzar amb errors, el van abocar a una crisi i a una davallada important de socis.
A principi dels anys noranta, el Club va arribar a trobar-se en una situació crítica: Sense local, amb una dotzena de socis i sense taulers ni rellotges. Perdut el local del Carrer de les Flors, el Club es va traslladar a un altre local, situat al carrer del Pi, durant un any (1993), i després, set anys al carrer Creu dels Molers (de 1994 a 2001). Quan novament es va traslladar, va passar al carrer de la Mare de Déu del Remei.

### Actualitat
L'any 2006 el club es va moure al Centre Cívic del Sortidor, on es troba en l'actualitat, i va iniciar una fase de recuperació, lenta però continuada, posant l'esforç en atraure nous socis (s'hi incorporen els MC Jordi Estrella Vidiella i Manel Garcia Garcia), i continuar la formació de les noves promeses dels escacs, i participant en moltes activitats d'esbarjo tant veïnals com locals. En els darrers anys, noves incorporacions de forts jugadors (Alejandro Martín González, Xavier Minguell Roselló, Natàlia Parés Vives), incrementaren el potencial de l'equip. El 2007, en el 64è. Campionat de Catalunya per Equips, el primer equip del club va assolir l'ascens a la Primera Divisió nacional catalana (la segona màxima categoria dels escacs a Catalunya). El 2008 va aconseguir mantenir aquesta categoría, quedant 5è al Grup II de la Primera Divisió catalana.